# مانسوة (نبات)
المانسوة (الاسم العلمي:Mansoa) هي جنس من النباتات تتبع الفصيلة البنيونية من رتبة الشفويات.

## أنواع نبات المانسوة
- مانسوة زباء
- مانسوة ثومية
- مانسوة رفيعة الأسنان
- مانسوة صعبة
- مانسوة غلازيوفية
- مانسوة زفافية
- مانسوة سنانية
- مانسوة مونتيسيلية
- مانسوة أونوهوالكو
- مانسوة صغيرة الأوراق
- مانسوة ستاندلية
- مانسوة ثؤلولية